# Mikko Nuuttila
Mikko Nuuttila (* 1979) ist ein ehemaliger finnischer Snowboarder.

## Werdegang
Nuuttila trat international erstmals bei den Juniorenweltmeisterschaften 1997 in Corno alle Scale in Erscheinung. Dort belegte er den 35. Platz in der Halfpipe und den achten Rang im Riesenslalom. In der Saison 1997/98 nahm er in Tignes erstmals am Snowboard-Weltcup teil, wobei er den 60. Platz im Riesenslalom errang und kam bei den Juniorenweltmeisterschaften 1998 in Chamrousse auf den 39. Platz in der Halfpipe sowie auf den neunten Rang im Riesenslalom. In der Saison 2000/01 erreichte er mit dem 12. Platz im Snowboardcross in Morzine seine beste Platzierung im Weltcup und zum Saisonende mit dem 38. Platz im Snowboardcross-Weltcup sein bestes Gesamtergebnis in dieser Disziplin. Beim Saisonhöhepunkt, den Snowboard-Weltmeisterschaften 2001 in Madonna di Campiglio, errang er den 33. Platz im Snowboardcross und den 19. Rang im Parallel-Riesenslalom. In der Saison 2002/03 belegte den 33. Platz im Gesamtweltcup und bei den Snowboard-Weltmeisterschaften 2003 am Kreischberg den 34. Platz im Parallel-Riesenslalom sowie den 32. Rang im Parallelslalom. Zudem wurde er finnischer Meister im Parallel-Riesenslalom. Bei den Weltmeisterschaften zwei Jahre später in Whistler kam er auf den 42. Platz im Parallelslalom und auf den 32. Rang im Parallel-Riesenslalom. Seinen 87. und damit letzten Weltcup absolvierte er im Januar 2006 am Kronplatz, welchen er auf dem 54. Platz im Parallel-Riesenslalom beendete. In den folgenden Jahren belegte er bei den Snowboard-Weltmeisterschaften 2007 in Arosa jeweils den 39. Platz im Parallel-Riesenslalom sowie im Parallelslalom, bei den Snowboard-Weltmeisterschaften 2009 in Gangwon den 43. Platz im Parallelslalom sowie den 42. Rang im Parallel-Riesenslalom und bei den Snowboard-Weltmeisterschaften 2011 in La Molina den 38. Platz im Parallelslalon sowie den 36. Rang im Parallel-Riesenslalom. Zudem siegte er im März 2007 bei den finnischen Meisterschaften im Parallel-Riesenslalom.

## Weltcup-Gesamtplatzierungen
| Saison    | Gesamt | Gesamt | Parallel | Parallel | Parallel-Riesenslalom | Parallel-Riesenslalom | Parallelslalom | Parallelslalom | Snowboardcross | Snowboardcross |
| Saison    | Punkte | Platz  | Punkte   | Platz    | Punkte                | Platz                 | Punkte         | Platz          | Punkte         | Platz          |
| --------- | ------ | ------ | -------- | -------- | --------------------- | --------------------- | -------------- | -------------- | -------------- | -------------- |
| 1999/2000 | 24     | 127.   | 52       | 70.      | 52                    | 70.                   | -              | -              | 132            | 75.            |
| 2000/01   | -      | -      | -        | -        | -                     | -                     | 35             | 82.            | 367            | 38.            |
| 2001/02   | -      | -      | -        | -        | 6                     | 97.                   | 36             | 71.            | 69             | 69.            |
| 2002/03   | 7      | 33.    | 39       | 77.      | -                     | -                     | -              | -              | 33             | 84.            |
| 2003/04   | -      | -      | 248      | 46.      | -                     | -                     | -              | -              | -              | -              |
| 2004/05   | -      | -      | 116      | 51.      | -                     | -                     | -              | -              | -              | -              |
| 2005/06   | 65     | 256.   | 65       | 63.      | -                     | -                     | -              | -              | -              | -              |